# Guipry
Guipry (en bretó Gwipri, en gal·ló Gipri) és un municipi francès, situat a la regió de Bretanya, al departament d'Ille i Vilaine. L'any 2007 tenia 3.413 habitants.

## Demografia
| 1962                                       | 1968  | 1975  | 1982  | 1990  | 1999  | 2006  | 2007  |
| ------------------------------------------ | ----- | ----- | ----- | ----- | ----- | ----- | ----- |
| 2.470                                      | 2.508 | 2.460 | 2.525 | 2.578 | 2.991 | 3.326 | 3.413 |
| Des de 1962: població sense dobles comptes |       |       |       |       |       |       |       |

## Administració
| Període   | Identitat       | Partit |
| --------- | --------------- | ------ |
| 1966-2001 | Emmanuel Cherel |        |
| 2001-2008 | Louis Janvier   |        |
| 2008-     | Bernard Boulais |        |

## Galeria d'imatges

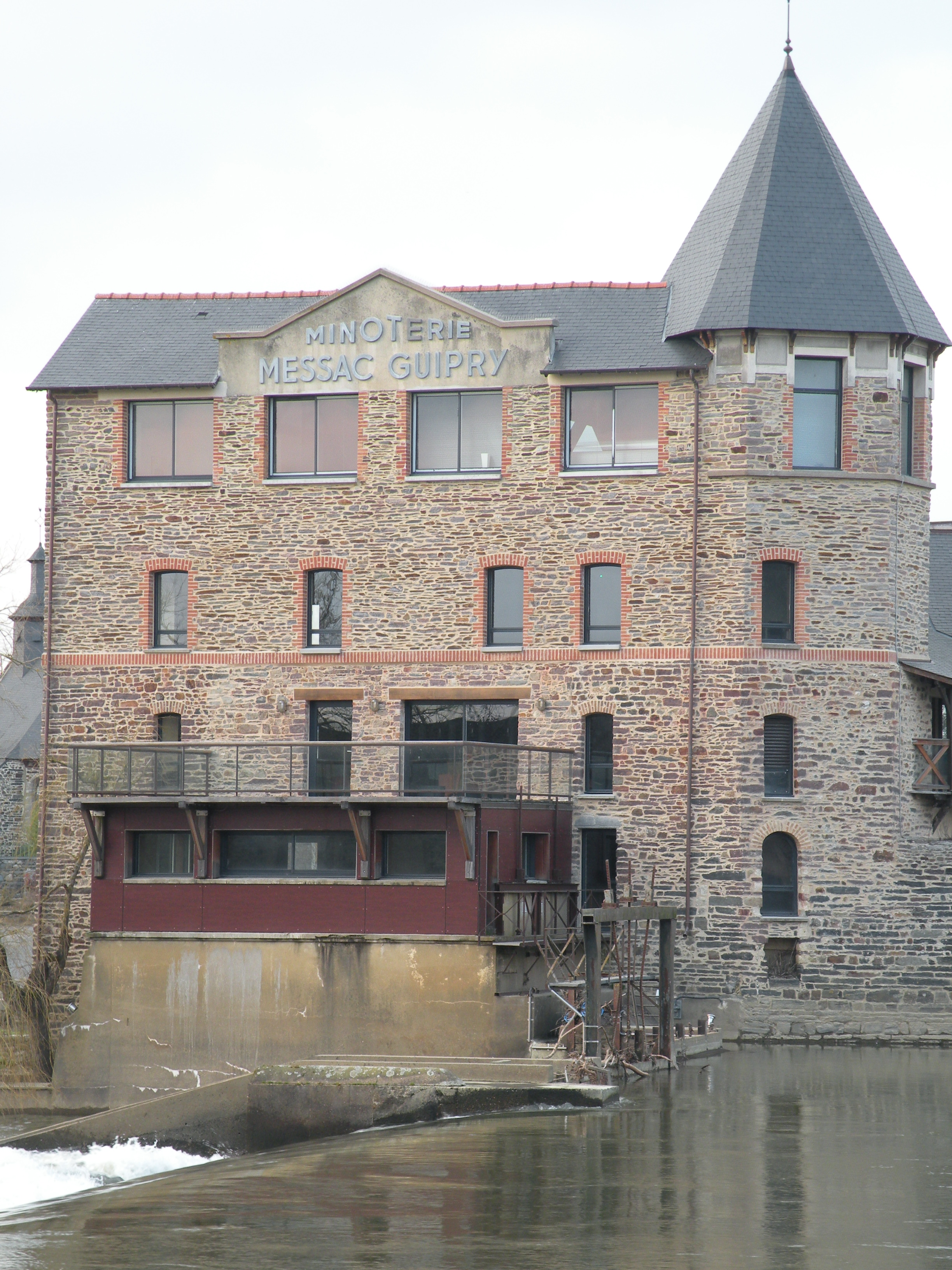
L'antic molí sobre la Vilaine
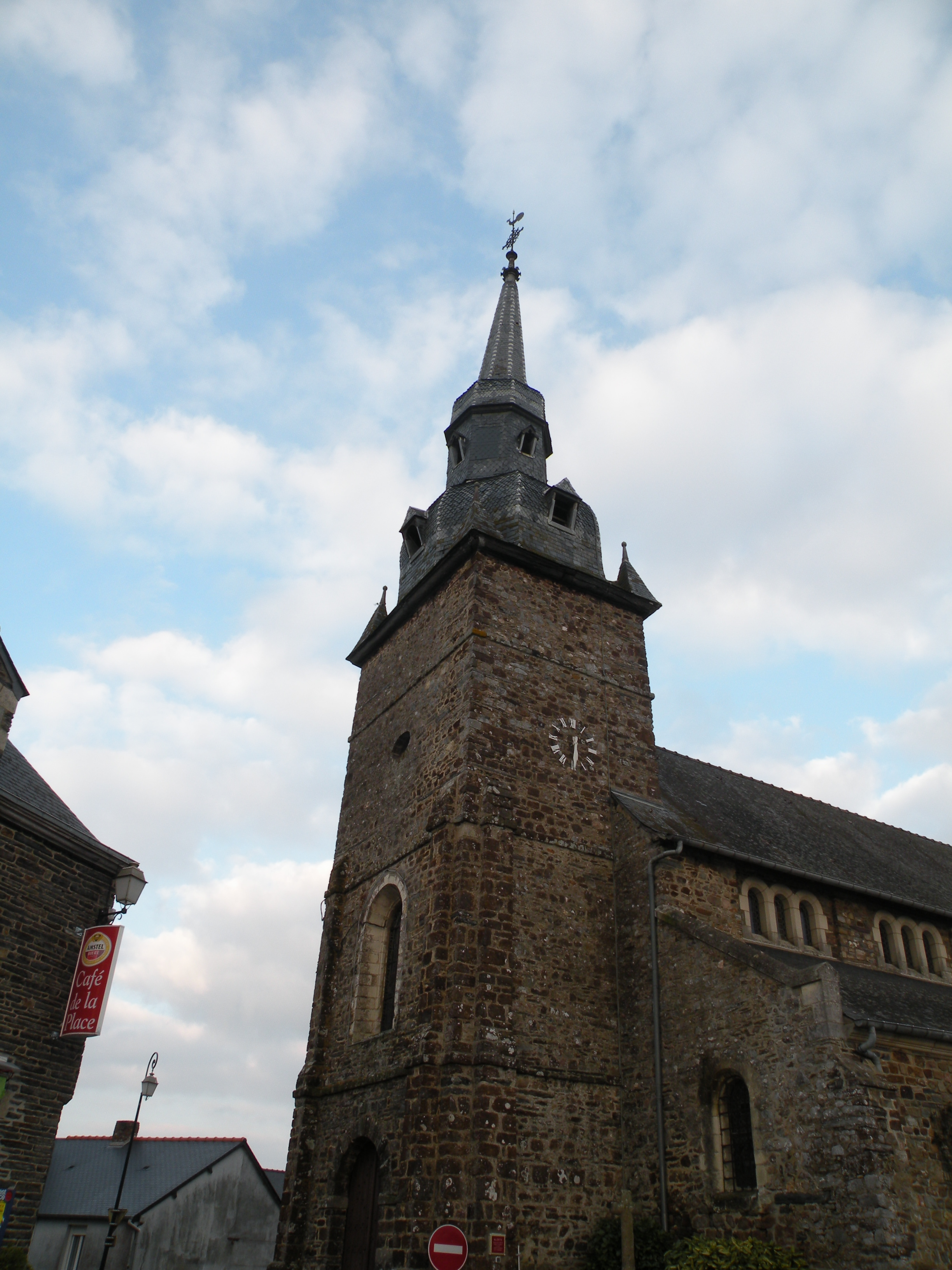
L'església Saint-Pierre-Saint-Paul